# Рафаэли, Бар
Бар Рафаэли (ивр. בר רפאלי‎, англ. Bar Refaeli; род. 4 июня 1985, Ход-ха-Шарон) — израильская модель. Одна из самых успешных на международном уровне моделей из Израиля.
Самая сексуальная женщина 2012 и 2013 годов по версии журнала Maxim.

## Биография
Бар Рафаэли родилась в городе Ход-ха-Шарон в Израиле. Её мать Ципи Левин — бывшая успешная израильская модель, а предки происходили из Италии, Литвы и Польши.

## Карьера
- Работает в модельном бизнесе с самого детства — восьмимесячной она впервые снялась в рекламе фотоплёнки[6]. С 15 лет Рафаэли активно снимается для модных журналов, таких как Vogue, Harper's Bazaar, ELLE, GQ и Maxim и представляет различные бренды по всему миру.
- Работала на подиуме для Armani, Roberto Cavalli, Gucci, Valentino и др.
- Снималась для Sports Illustrated Swimsuit Issue[7].
- Принимала участие в показах фирмы Victoria's Secret.
- Снялась в видеосборнике песен для детей «Как большие» Арика Айнштейна, в рекламах Кока-Колы, фирм «Зоглобек», «Милки», «Шоколад а-Пара» и многих других, в том числе в рекламе новых духов Паффа Дэдди[8].
- В марте 2009 года стала лауреатом Международной женской премии (Women’s World Award) в номинации «стиль»[9].
- В конце 2015 года подозревалась в Израиле в уклонении от уплаты налогов на сумму в 260 тысяч долларов. Налоговое управление Израиля предъявило модели претензии по бартерным гонорарам, которые она получала в обмен на рекламу услуг и товаров определённых компаний. По делу об укрывательстве от налогов проходили также брат и мать модели[10][11].
- Бар Рафаэли стала одной из четырёх ведущих песенного конкурса «Евровидение», которое проходило 14, 16 и 18 мая 2019 года в Тель-Авиве, Израиль. Её партнёрами были Аси Азар, Эрез Таль и Люси Аюб[12].

## Личная жизнь
В 2003 Бар, которой тогда было 18 лет, вышла замуж за друга семьи Арика Вайнштейна, но вскоре брак распался. Брак помог Рафаэли избежать службы в армии — по правилам, замужние женщины не подлежат призыву.
С 2006 по 2009 год встречалась с американским актёром Леонардо ди Каприо. В 2010 году отношения с Ди Каприо возобновились, однако 26 марта того же года Леонардо Ди Каприо и Рафаэли официально объявили о перерыве в отношениях. С лета 2010 Лео и Бар опять стали встречаться и уже планировали пожениться, однако в мае 2011 года в газете New York Post появилось сообщение, что Леонардо Ди Каприо и Бар Рафаэли окончательно расстались.
С 24 сентября 2015 года Бар замужем за бизнесменом Ади Эзра, с которым она встречалась 3 года до их свадьбы. У супругов есть две дочери — Лив Эзра (род.11.08.2016), Эль Эзра (род.20.10.2017) и сын — Дэвид Эзра (род.14.01.2020).

## Отношения с законом
В июле 2020 одна из самых знаменитых топ-моделей Израиля, приговорена к крупному штрафу и девяти месяцам исправительных работ за попытку уклониться от уплаты налогов. Её мать осуждена на 16 месяцев заключения по сделке с правосудием.

## Фильмография
- 2005 — «Возьми»
- 2011 — «Сессия»
- 2013 — «Kidon»